# Actinote leucomelaena
Actinote leucomelaena är en fjärilsart som beskrevs av Herman Dewitz 1877. Actinote leucomelaena ingår i släktet Actinote och familjen praktfjärilar. Inga underarter finns listade i Catalogue of Life.